# Pimelea ammocharis
Pimelea ammocharis är en tibastväxtart som beskrevs av Ferdinand von Mueller. Pimelea ammocharis ingår i släktet Pimelea och familjen tibastväxter. Inga underarter finns listade i Catalogue of Life.